# Placówka Straży Granicznej w Augustowie
Placówka Straży Granicznej w Augustowie imienia rtm. Apoloniusza Ścisłowskiego – graniczna jednostka organizacyjna Straży Granicznej realizująca zadania w ochronie granicy państwowej.

## Formowanie i zmiany organizacyjne
Placówka Straży Granicznej w Augustowie (PSG w Augustowie) z siedzibą w miejscowości Augustów, powstała 21 listopada 2009 w strukturach Podlaskiego Oddziału Straży Granicznej, w wyniku planowanej reorganizacji związanej z realizacją przez Straż Graniczną zadań po włączeniu Polski do strefy Schengen, na bazie sił i środków po zniesionej placówce SG w Budzisku. Zmiany wynikały z konieczności zapewnienia skutecznej i sprawnej realizacji zadań przez Straż Graniczną po zniesieniu kontroli na granicach wewnętrznych. Zmiany dotyczyły nie tylko nowych metod i form działania, ale także modyfikacji struktur organizacyjnych skutkujących m.in. zmianą ilości, zasięgu działania i usytuowania poszczególnych placówek. Celem zmian było stworzenie takich warunków działania, aby mimo zaprzestania kontroli na granicy, Straż Graniczna mogła skutecznie realizować dotychczasowe zadania.

## Terytorialny zasięg działania
Stan z 2 grudnia 2016
Obszar działania Placówki Straży Granicznej w Augustowie obejmował:
- Poza strefą nadgraniczną powiaty: kolneński, grajewski, łomżyński, Łomża, z powiatu augustowskiego gminy: Augustów, Bargłów Kościelny, z powiatu suwalskiego gmina Raczki.
- W zakresie odprawy granicznej na lotniskach: województwo podlaskie – powiaty: łomżyński, augustowski, sejneński, suwalski, grajewski, kolneński, Suwałki, Łomża.

Stan z 21 listopada 2009
Obszar działania Placówki Straży Granicznej w Augustowie obejmował:
- Gminy: Szypliszki, Suwałki, Nowinka, Augustów, Bargłów Kościelny oraz powiaty: kolneński, grajewski i łomżyński.

## Wydarzenia
- 2009 – 21 listopada, 12 mln zł kosztowała budowa nowej placówki SG w Augustowie. Powstał główny budynek administracyjny, strzelnica, kojce dla psów używanych w służbie w SG. Obiekt został wyposażony w sprzęt informatyczny, środki łączności i transportu. Budowa trwała ponad półtora roku[5].
- 2012 – styczeń, postawiono zarzuty korupcyjne 2 funkcjonariuszom placówki SG w Augustowie. Zostali oni w tymczasowo aresztowani oraz wobec nich wszczęto  postępowanie dyscyplinarne. Postawiono im zarzuty przyjmowania łapówek w postaci obcej waluty czy alkoholu w zamian za odstąpienie od czynności służbowych[6].
- 2024 – 22 listopada Placówka SG w Augustowie otrzymała imię rotmistrza Apoloniusza Ścisłowskiego (Był on m.in. żołnierzem 1. Pułku Ułanów Krechowieckich i oficerem Korpusu Ochrony Pogranicza.). Z okazji nadania placówce imienia odbył się uroczysty apel, podczas którego odsłonięto tablicę upamiętniająca jej patrona[7].

## Komendanci placówki
- ppłk SG Janusz Głosek (21.11.2009–24.02.2012)
- ppłk SG Jarosław Oborski[8][9] (25.02.2012–24.02.2025)
- ppłk SG Wojciech Bartoszewicz (25.02.2025–obecnie[1]).